# Simeone Tagliavia d'Aragona
Simeone Tagliavia d'Aragona (Veziano, 20 de maig de 1550 – Roma, 20 de maig de 1604) va ser un cardenal i arquebisbe catòlic italià.
Simeone Tagliavia d'Aragona va néixer el 20 de maig de 1550 al Castell de Veziano, feu de la seva família, a Sicília, a la diòcesi de Mazara. Era fill de Carlo Tagliavia d'Aragona, duc de Terranova, príncep de Castelvetrano, virrei de Sicília i de Catalunya, i de Margherita Ventimiglia. De vegades es fa referència en les variants de Simone o d'Aragonia.
Es va traslladar a Espanya als disset anys. Hi va fer estudis eclesiàstics, es va matricular a la Universitat d'Alcalá de Henares, on va obtenir un doctorat en teologia i filosofia. Encara jove, va ser nomenat abat i només després va obtenir els ordes sacerdotals.
Creat cardenal diaca al consistori del 12 de desembre de 1583, no va participar en el conclave de 1585 que va elegir el papa Sixt V, però va rebre el cardenal i la diaconia de Santa Maria degli Angeli el 20 de maig de 1585. Nomenat vice-protector d'Espanya en nom de la Santa Seu al maig d'aquest any, va participar en el primer conclave de 1590 que va elegir Urbà VII, i participà poc després en el segon conclave que va elegir Gregori XIV. Va prendre part en el conclave de 1591 que va elegir Innocenci IX i l'any següent conclave de 1592 en el que va elegir Climent VIII. Va optar llavors pel títol de Sant'Anastasia el 9 de desembre de 1592, però el va canviar a favor de títol de San Girolamo degli Schiavoni el 18 d'agost de 1597 i després pel de Santa Prassede el 21 de febrer de 1600. Elegit cardenal protoprevere, va optar pel títol de San Lorenzo in Lucina el 30 d'agost de 1600.
A més de la carrera eclesiàstica, durant aquest temps va escriure llibres sobre temes eclesiàstics. Va publicar Constitutiones pro cleri et populi reformatione, i Sermones sacri in synodis habiti i Explanatio nonullorum decretorum pontificium, totes amb segell contrareforminsta, en plena harmonia amb el clima post-tridentí.
Pel seu compromís amb la Contrareforma i els seus mèrits, va ser promogut cardenal bisbe d'Albano el 17 de juny de 1602, i va ser consagrat com a bisbe. Posteriorment, el 19 de febrer de 1603, va passar a la seu suburbana de Sabina.
Simeone Tagliavia d'Aragona va morir el mateix dia del seu aniversari, el 20 de maig de 1604 a Roma. Va ser sebollit a l'Església del Gesù de Roma, confiada als jesuïtes, dels quals havien estat un partidari fervent.